# 빌리 홀리데이 (영화)
빌리 홀리데이(The United States vs. Billie Holiday)는 미국에서 제작된 리 다니엘스 감독의 2021년 드라마 영화이다. 앤드라 데이 등이 주연으로 출연하였다.
처음에는 파라마운트 픽처스에 의해 극장 개봉이 예정되었다가 2020년 12월 훌루에 판매되어 2021년 2월 26일 미국에서 디지털 개봉하였다.

## 출연

### 주연
- 앤드라 데이 - 빌리 홀리데이 역

### 조연
- 트래반트 로즈 - 지미 플레처 역
- 가렛 헤드룬드 - 해리 앤슬링어 역
- 나타샤 리온 - 털룰라 뱅크헤드 역
- 타일러 제임스 윌리엄스 - 레스터 프레즈 영 역
- 레슬리 조던
- 두산 두킥
- 에릭 라레이 하비
- 다바인 조이 랜돌프